# Salles (Deux-Sèvres)
Salles és un municipi francès situat al departament de Deux-Sèvres i a la regió de la Nova Aquitània. L'any 2007 tenia 347 habitants.

## Demografia

### Població
El 2007 la població de fet de Salles era de 347 persones. Hi havia 138 famílies de les quals 28 eren unipersonals (8 homes vivint sols i 20 dones vivint soles), 43 parelles sense fills, 59 parelles amb fills i 8 famílies monoparentals amb fills.
La població ha evolucionat segons el següent gràfic:
Habitants censats

### Habitatges
El 2007 hi havia 157 habitatges, 135 eren l'habitatge principal de la família, 15 eren segones residències i 8 estaven desocupats. 156 eren cases i 1 era un apartament. Dels 135 habitatges principals, 109 estaven ocupats pels seus propietaris, 20 estaven llogats i ocupats pels llogaters i 6 estaven cedits a títol gratuït; 5 tenien dues cambres, 11 en tenien tres, 48 en tenien quatre i 71 en tenien cinc o més. 113 habitatges disposaven pel capbaix d'una plaça de pàrquing. A 50 habitatges hi havia un automòbil i a 77 n'hi havia dos o més.

### Piràmide de població
La piràmide de població per edats i sexe el 2009 era:
| Homes | Edats   | Dones |
| ----- | ------- | ----- |
| 0     | 95 o +  | 0     |
| 0     | 90 a 94 | 0     |
| 4     | 85 a 89 | 0     |
| 4     | 80 a 84 | 4     |
| 8     | 75 a 79 | 0     |
| 0     | 70 a 74 | 12    |
| 16    | 65 a 69 | 8     |
| 4     | 60 a 64 | 8     |
| 0     | 55 a 59 | 0     |
| 12    | 50 a 54 | 12    |
| 16    | 45 a 49 | 12    |
| 8     | 40 a 44 | 8     |
| 24    | 35 a 39 | 24    |
| 16    | 30 a 34 | 24    |
| 8     | 25 a 29 | 16    |
| 8     | 20 a 24 | 4     |
| 0     | 15 a 19 | 8     |
| 16    | 10 a 14 | 24    |
| 16    | 5 a 9   | 4     |
| 16    | 0 a 4   | 16    |

## Economia
El 2007 la població en edat de treballar era de 225 persones, 158 eren actives i 67 eren inactives. De les 158 persones actives 148 estaven ocupades (76 homes i 72 dones) i 11 estaven aturades (6 homes i 5 dones). De les 67 persones inactives 19 estaven jubilades, 20 estaven estudiant i 28 estaven classificades com a «altres inactius».

### Ingressos
El 2009 a Salles hi havia 134 unitats fiscals que integraven 345 persones, la mediana anual d'ingressos fiscals per persona era de 15.254 €.

### Activitats econòmiques
Dels 3 establiments que hi havia el 2007, 1 era d'una empresa de construcció i 2 d'empreses de serveis.
L'únic servei als particulars que hi havia el 2009 era un guixaire pintor.
L'any 2000 a Salles hi havia 11 explotacions agrícoles que ocupaven un total de 664 hectàrees.

## Equipaments sanitaris i escolars
El 2009 hi havia una escola elemental integrada dins d'un grup escolar amb les comunes properes formant una escola dispersa.

## Poblacions més properes
El següent diagrama mostra les poblacions més properes.